# Нольфо да Монтефельтро
Нольфо (Сигинольфо) да Монтефельтро (итал. Nolfo (Sighinolfo) da Montefeltro; ум. 1364, Урбино) — итальянский кондотьер и полководец, сеньор Урбино с 1323 года, граф Монтефельтро. Сын Федериго I да Монтефельтро, графа Урбино.

## Биография
В 1322 году их семья была изгнана из Урбино в результате народного восстания. Федериго I был убит восставшими (по другим сведениям — умер своей смертью вскоре после этих событий). Владения Монтефельтро вошли в состав Папской области.
В апреле 1323 года Нольфо и его брат Галеаццо (ум. после 1328) провозгласили себя сеньорами Урбино и во главе вооружённого отряда вошли в город, после чего расправились с врагами отца.
После смерти брата Нольфо остался единовластным правителем родовых владений.
Раскрыл заговор своего родственника Сперанца да Монтефельтро и изгнал его из Урбино.
Отнял у Тарлати — Борго Сан Сеполькро (1336), у Петрелла — Сан-Лео.
Нанявшись на службу к Пизе, воевавшей с флорентийцами, в 1342 году занял Лукку, которую за 5 лет до этого Флоренция купила у Мастино II делла Скала. В 1351 году по кондотте служил правителю Милана Джованни Висконти.
В 1360 году заключил мирный договор с кардиналом Альборносом, согласно которому признавал сюзеренитет Святого Престола, и получил титул папского викария по городам Урбино и Кальо.

## Семья
Жена (предположительно) — Маргарита, дочь Канте Габриэлли, сеньора де Губбио. Сын — Федериго II.